# Jesper Larsson (handbollsspelare)
Ulf Jesper Conny Larsson, född 27 juli 1973 i Kristianstad, är en svensk handbollsledare och tidigare handbollsmålvakt. Han är sedan 2016 sportchef för handbollsklubben IFK Kristianstad.
Jesper Larsson började sin handbollskarriär i IFK Kristianstad. 1995 valde han HK Drott i Halmstad, som då var svenskt topplag. Från 1997 till 2007 var han utlandsproffs i HSG Nordhorn och TUSEM Essen. Efter proffsåren återvände han till Sverige och spelade för H43 Lund.
När moderklubben IFK Kristianstad återkom till eliten 2009 lämnade Larsson H43 Lund för IFK Kristianstad.
Jesper Larsson har representerat Sveriges landslag 19 gånger, 1995-2002. Efter spelarkarriären blev han först assisterande tränare och sedan sportchef i IFK Kristianstad.
Jesper Larsson bor i Åhus med sin fru och sina två döttrar. Hans far Conny Larsson var också målvakt, i både handboll och fotboll, bl.a. i Näsby IF och även i IFK Kristianstad.